# Rūta
Rūta ist ein litauischer und lettischer weiblicher Vorname. Die litauische Bedeutung ist rūta (dt. Rauten).

## Namensträger
- Rūta Bilkštytė (* 1961), litauische Steuerberaterin und Finanzpolitikerin, Vizeministerin
- Rūta Gajauskaitė (Politikerin) (1946–2015), litauische Juristin, Kriminologin und Politikerin
- Rūta Gajauskaitė (Eiskunstläuferin)  (* 1989), litauische Eiskunstläuferin
- Rūta Matulaitienė (* 1976), litauische Politikerin, Bürgermeisterin von Mažeikiai
- Rūta Meilutytė (* 1997), litauische Schwimmerin
- Rūta Miliūtė (*  1990), litauische  Politikerin, Seimas-Mitglied
- Rūta Paškauskienė (* 1977), litauische Tischtennisspielerin
- Rūta Rikterė (* 1963), litauische Pianistin und Musikpädagogin, Professorin
- Rūta Rutkelytė (* 1960), litauische Unternehmerin und Politikerin
- Rūta Ščiogolevaitė-Damijonaitienė (* 1981), litauische Popsängerin
- Rūta Irbe Tropa (* 1992), lettische Gras- und Alpinskiläuferin